# 春秋盟会图
《春秋盟会图》，又作《古今春秋盟会图》，汉朝严彭祖所撰，关于春秋时代会盟的书籍，早已散佚，清代王謨、黃奭均有辑本一卷。
南梁阮孝绪《七录》著录有《严氏春秋左氏图》十卷、《古今春秋盟会图》一卷。《古今春秋盟会图》在《隋书·经籍志》中提及，在《旧唐书·经籍志》、《新唐书·艺文志》中已不见著录，则其书久佚。清代学者朱彝尊《曝书亭集·春秋地名考序》说，严彭祖之图，专纪会盟，而遗落围、伐、灭、取的土地名。王谟从罗泌《路史·国名纪》中辑录所引《古今春秋盟会图》十五条，又辑录所引《盟会图疏》八条、《春秋图》四条，共二十七条，编为一卷。王谟所辑只有平丘与清二条涉及盟会，其他都是地名、国名，且多唐以后州县名，王谟认为可能是唐代以后人对严彭祖原书作注疏的结果。西晋杜预作《春秋經傳集解》，同时也作《盟會圖》，亦佚。